# Torneio Pré-Olímpico de Voleibol Feminino de 2016 - América do Sul
O Torneio Pré-Olímpico de Voleibol Feminino da América do Sul de 2016 foi a competição qualificatória para os Jogos Olímpicos de Verão de 2016,  disputada em Bariloche na Argentina entre países do referido continente, no período de 6 a 10 de janeiro.O campeão deste torneio obteve a qualificação para os referidos jogos olímpicos, o segundo colocado disputará o
Pré-Olímpico Mundial I e o terceiro colocado o  Pre-Olímpico Mundial II (Intercontinental).

## Pré-Olímpico Sul-Americano
- Local: Bomberos Voluntarios Stadium, Argentina

|     |           |     | Jogos | Jogos | Jogos | Resultados | Resultados | Resultados | Resultados | Resultados | Resultados | Sets | Sets | Sets  | Pontos | Pontos | Pontos |
| Pos | Equipe    | Pts | T     | V     | D     | 3–0        | 3–1        | 3–2        | 2–3        | 1–3        | 0–3        | V    | P    | R     | V      | P      | R      |
| --- | --------- | --- | ----- | ----- | ----- | ---------- | ---------- | ---------- | ---------- | ---------- | ---------- | ---- | ---- | ----- | ------ | ------ | ------ |
| 1   | Argentina | 12  | 4     | 4     | 0     | 1          | 3          | 0          | 0          | 0          | 0          | 12   | 3    | 4,000 | 318    | 231    | 1.377  |
| 2   | Peru      | 9   | 4     | 3     | 1     | 3          | 0          | 0          | 0          | 0          | 1          | 9    | 3    | 3,000 | 284    | 247    | 1.150  |
| 3   | Colômbia  | 5   | 4     | 2     | 2     | 0          | 1          | 1          | 0          | 0          | 2          | 6    | 9    | 0.667 | 332    | 329    | 1.009  |
| 4   | Venezuela | 4   | 4     | 1     | 3     | 1          | 0          | 0          | 1          | 1          | 1          | 6    | 9    | 0.667 | 315    | 314    | 1.003  |
| 5   | Chile     | 0   | 4     | 0     | 4     | 0          | 0          | 0          | 0          | 1          | 3          | 1    | 12   | 0.083 | 193    | 321    | 0.601  |

| Data   | Hora  |              | Placar |              | Set 1 | Set 2 | Set 3 | Set 4 | Set 5 | Total  | Relatório |
| ------ | ----- | ------------ | ------ | ------------ | ----- | ----- | ----- | ----- | ----- | ------ | --------- |
| 6 Jan  | 15:00 | ' Colômbia'  | 3–2    | Venezuela    | 25–14 | 15–25 | 21–25 | 25–17 | 17–15 | 103–96 | 103–96    |
| 6 Jan  | 19:00 | Chile        | 0–3    | ' Argentina' | 10–25 | 15–25 | 14–25 |       |       | 39–75  | 39–75     |
| 7 Jan  | 16:00 | Chile        | 0–3    | ' Peru'      | 10–25 | 13–25 | 10–25 |       |       | 33–75  | 33–75     |
| 7 Jan  | 19:00 | Venezuela    | 1–3    | ' Argentina' | 18–25 | 16–25 | 25–17 | 18–25 |       | 77–92  | 77–92     |
| 8 Jan  | 16:00 | 'Venezuela ' | 3–0    | Chile        | 25–22 | 25–13 | 25–9  |       |       | 75–44  | 75–44     |
| 8 Jan  | 19:00 | 'Peru '      | 3–0    | Colômbia     | 30–28 | 25–22 | 25–22 |       |       | 80–72  | 80–72     |
| 9 Jan  | 14:00 | 'Peru '      | 3–0    | Venezuela    | 25–23 | 25–22 | 25–22 |       |       | 75–67  | 75–67     |
| 9 Jan  | 17:00 | 'Argentina ' | 3–0    | Colômbia     | 25–20 | 26–24 | 25–17 |       |       | 76–61  | 76–61     |
| 10 Jan | 14:00 | 'Colômbia '  | 3–1    | Chile        | 25–17 | 21–25 | 25–19 | 25–16 |       | 96–77  | 96–77     |
| 10 Jan | 17:00 | 'Argentina ' | 3–0    | Peru         | 25–20 | 25–20 | 25–14 |       |       | 75–54  | 75–54     |

### Classificação final
| Rank | Team      |
| ---- | --------- |
| 1    | Argentina |
| 2    | Peru      |
| 3    | Colômbia  |
| 4    | Venezuela |
| 5    | Chile     |

### Prêmios individuais
| MVP (Most Valuable Player) | Yamila Nizetich    | Argentina |
| Oposta                     | Madelaynne Montaño | Colômbia  |
| 1ª Ponteira                | Ángela Leyva       | Peru      |
| 2ª Ponteira                | Yamila Nizetich    | Argentina |
| 1ª Central                 | Emilce Sosa        | Argentina |
| 2ª Central                 | Mirtha Uribe       | Peru      |
| Líbero                     | Camila Gómez       | Colômbia  |
| Levantadora                | Yael Castiglione   | Argentina |